# مارتن هرنانديز
مارتن هرنانديز (بالإسبانية: Martín Hernández)‏ هو مهندس الصوت مكسيكي، ولد في 1 يونيو 1964 في مدينة مكسيكو في المكسيك.

## وصلات خارجية
- مارتن هرنانديز على موقع IMDb (الإنجليزية)
- مارتن هرنانديز على موقع ميوزك برينز (الإنجليزية)
- مارتن هرنانديز على موقع قاعدة بيانات الفيلم (الإنجليزية)